# Everybody Knows You're Not In Love
"Everybody Knows You're Not In Love" is een liedje van de psychedelische-rockgroep The Electric Prunes. Het werd geschreven door Jim Lowe en Mark Tulin. Nadat de Prunes voor het eerst door Europa hadden getoerd, werd dit liedje op 16 februari 1968 door Reprise Records als single uitgegeven. Op de B-kant stond het door Sangster, Schwartz en Poncher geschreven "You've Never Had It Better". De muzikale productie werd verzorgd door Dave Hassinger. Op de cd-uitgave van hun album Underground stond "Everybody Knows You're Not In Love" als bonusnummer. Het liedje is een rocknummer waarin Lowe zingt over iemand die hem vroeger gedumpt heeft, maar hem weer terug wil nu hij beroemd is: "I seem to remember that you throw me out. You never wanted me back again. And now I'm well known and you ask me out. You don't know how hard it hasn't been."

## Musici
- James Lowe - zang
- Mark Tulin - basgitaar, piano
- Ken Williams - leadgitaar
- Mike Gannon - zang, slaggitaar
- Preston Ritter - drums